# Altaneira
Altaneira est une municipalité brésilienne de l'État du Ceará.